# Ranunculus oxyspermus
Ranunculus oxyspermus Willd. – gatunek rośliny z rodziny jaskrowatych (Ranunculaceae Juss.). Występuje naturalnie w północnej części Bałkanów, na Krymie, w południowo-zachodniej części Rosji, w Turcji, Izraelu, Syrii, Iraki, Iranie, na Kaukazie oraz w Turkmenistanie. 

## Morfologia
PokrójBylina o lekko owłosionych pędach. Dorasta do 10–35 cm wysokości. Korzenie sa bulwiaste.
LiścieSą trójdzielne. Mają kształt od sercowato owalnego do pięciokątnego. Ogonek liściowy jest owłosiony i ma 2,5–9 cm długości.
KwiatySą zebrane po 5–15 w kwiatostanach. Pojawiają się na szczytach pędów. Mają 5 owalnie eliptycznych działek kielicha, które dorastają do 6–8 mm długości. Mają 5 stożkowo owalnych i żółtych płatków o długości 7–12 mm.
OwoceNagie niełupki o długości 3–5 mm. Tworzą owoc zbiorowy – wieloniełupkę o cylindrycznym kształcie.

## Biologia i ekologia
Rośnie na łąkach i terenach uprawnych. Występuje na wysokości do 1800 m n.p.m.